# Martina Vrbos
Martina Vrbos (Rijeka, 29. veljače 1984.) hrvatska je kantautorica koja živi i radi u Beogradu.
Od 1997. godine nastupala je s grupom Putokazi, a od 2004. godine pridružila se grupi Let 3 kao stalni prateći vokal. Surađivala je i s Đorđem Balaševićem i Radom Šerbedžijom.
Objavila je svoj autorski solo album "Sve moje boje" u izdanju Dallas Recordsa.
Sudjelovala je u Survivoru: Kostarika 2012. te bila voditeljica na MTV Adria u emisiji "MTV News Weekend Edition". Sudjelovala je na Dori 2010. s pjesmom "Ti i ja". Glumila je u kratkom filmu "Skriveni talent" 2014. godine. Nastupa na srpskom izboru za pjesmu Eurovizije 2024. godine s pjesmom "Da me voliš".
Ima dvoje djece s Bogoljubom Vidakovićem s kojim je u braku od 2016.